# سمسم ثلاثي الأوراق
سمسم ثلاثي الأوراق  (الاسم العلمي:Sesamum triphyllum) هو نوع من النباتات يتبع جنس السمسم من الفصيلة البيدالية.